# Gdynia Open
Die Gdynia Open waren ein Snooker-Minor-Ranglistenturnier als Teil der Players Tour Championship. Austragungsort war die Gdynia Sports Arena im polnischen Gdynia. In der Saison 2012/13 war das Turnier in zwei Hälften unterteilt, wobei der erste Teil (bis einschließlich Runde der letzten 64) in der World Snooker Academy in Sheffield, England, ausgetragen wurde und der restliche (ab Runde der letzten 32) in Gdynia stattfand. 2013/14 wurde das Turnier in die zweite Hälfte der Saison verlegt und komplett in Polen gespielt. Letzter Titelträger ist, seit der Einstellung der PTC 2016, der Engländer Mark Selby.

## Preisgeld
|                 | Preisgeld |
| --------------- | --------- |
| Sieger          | 25.000 €  |
| Finalist        | 12.000 €  |
| Halbfinalist    | 6.000 €   |
| Viertelfinalist | 4.000 €   |
| Achtelfinalist  | 2.300 €   |
| Letzte 32       | 1.200 €   |
| Letzte 64       | 700 €     |
| Insgesamt       | 125.000 € |

## Sieger
| Jahr | Austragungsort             | Sieger         | Ergebnis | Finalist       | Saison  |
| ---- | -------------------------- | -------------- | -------- | -------------- | ------- |
| 2012 | Gdynia Gdynia Sports Arena | Neil Robertson | 4:3      | Jamie Burnett  | 2012/13 |
| 2014 | Gdynia Gdynia Sports Arena | Shaun Murphy   | 4:1      | Fergal O’Brien | 2013/14 |
| 2015 | Gdynia Gdynia Sports Arena | Neil Robertson | 4:0      | Mark Williams  | 2014/15 |
| 2016 | Gdynia Gdynia Sports Arena | Mark Selby     | 4:1      | Martin Gould   | 2015/16 |